# سالاتيغا
سالاتيغا (بالإنجليزية: Salatiga)‏ هي مدينة تقع في إندونيسيا في جاوة الغربية. يقدر عدد سكانها بـ 176,000 نسمة ومساحتها 17.87 كم2 وترتفع عن سطح البحر 700 متر.

## معرض صور

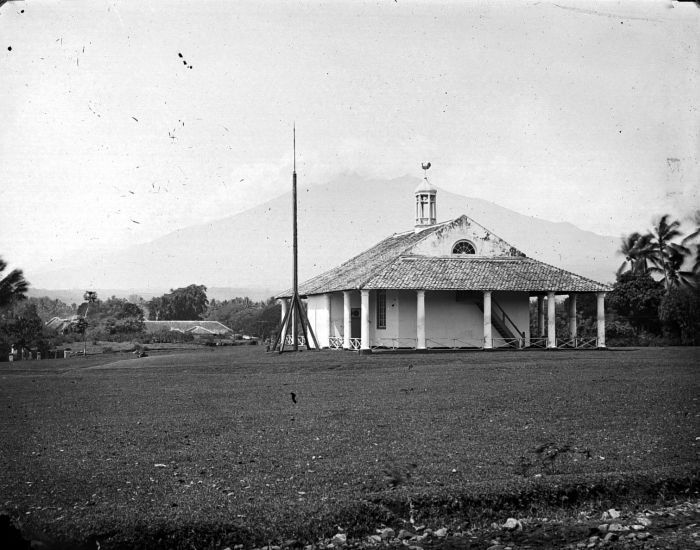
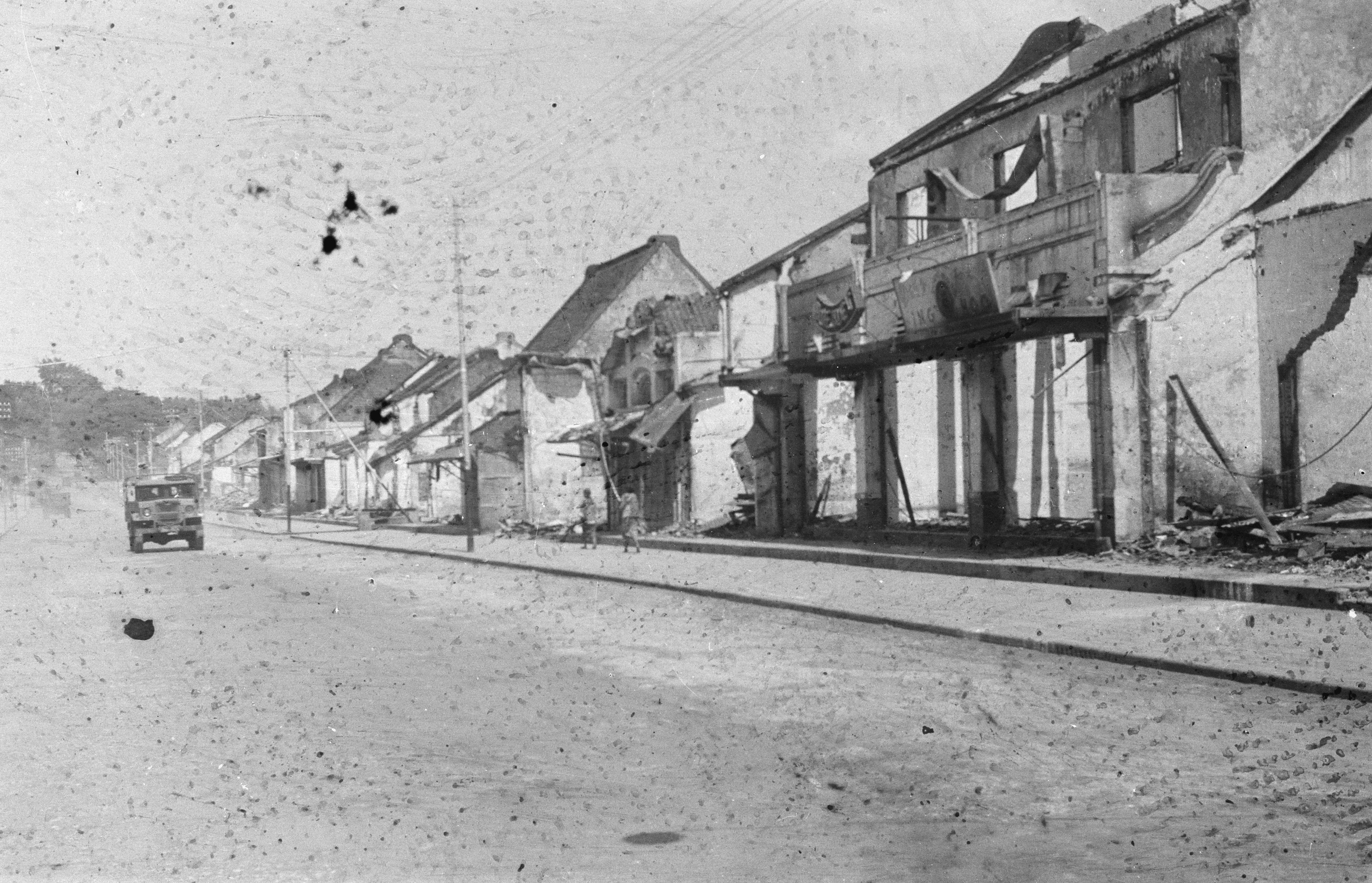
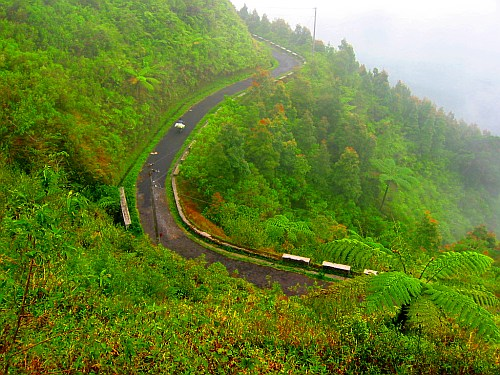

## أعلام
- إيلين أنجيلينا
- جيندوت كريستياوان
- فيكتور هيني